# Alex Volasko
Alex Volasko, slovenski glasbenik, pevec, pisec pesmi in producent, * 10. november 1991, Ljubljana.
Rojen je bil v Ljubljani, rano otroštvo pa je pogosto preživljal na Štajerskem. Med letoma 2006 in 2010 se je šolal na Gimnaziji Želimlje. V mladih (srednješolskih) letih se je kalil v mnogih glasbenih skupinah.
Leta 2011 je sodeloval v drugi sezoni oddaje Slovenija ima talent. Istega leta je izdal svojo prvo pesem "Da da di da", za katero je posnel tudi svoj prvi videospot, udeležil pa se je tudi Misije Evrovizije. Leta 2013 je izdal svoj albumski prvenec Tvoji nasmehi in s pesmijo "Tam na obali" nastopil na Melodijah morja in sonca, na katerih je prejel nagrado Danila Kocjančiča za najboljšega mladega izvajalca oziroma avtorja. Leto zatem je nastopil na Slovenski popevki s pesmijo "Tvoj spomin".
13. februarja 2016 je s skladbo "Pesem in poljub" postal prvi zmagovalec festivala Poprock, ki je potekal v okviru Dnevov slovenske zabavne glasbe, junija istega leta pa je izdal svoj drugi studijski album V iskanju samega sebe. Leta 2017 je z Arsellom in United Pandaz nastopil na Emi ("Heart to Heart") in kasneje na Popevki 2017. Na Popevki 2018 je zmagal s skladbo "Če pomlad nikoli več ne pride".
Je avtor svojih pesmi – tako glasbe kot besedila – kot avtor in producent pa veliko ustvarja tudi za druge glasbene izvajalce (Saša Lešnjek, Kataya, Alja Krušič, Sara Lamprečnik, idr.). Zadnja leta kot mentor pomaga ustvarjati ter usmerjati mnogim mladim pevcem in pevkam. Od leta 2012 do 2014 je pel v hišnem bandu oddaje Moja Slovenija. Ukvarja se tudi s sinhronizacijo risank (glas Spužija Kvadratnika, Alvina v risani seriji Alvinnn!!! in veverički, idr.).
Jeseni 2019 je sodeloval v 5. sezoni šova Znan obraz ima svoj glas. Konec leta 2022 je na svoj 31-rojstni dan izdal tretji studijski album z naslovom Zatišje, v 2023 pa je izdal tudi svojo prvo pesniško zbirko z naslovom: 'Poezije, elegije in ostale traparije'.

## Nastopi na glasbenih festivalih
Melodije morja in sonca
- 2013: Tam na obali (Alex Volasko - Alex Volasko - Miha Gorše) – nagrada Danila Kocjančiča za najboljšega debitanta; 5. mesto

Slovenska popevka
- 2014: Tvoj spomin (Alex Volasko - Alex Volasko - Boštjan Grabnar) – 13. mesto
- 2017: Nad Ljubljano se dani (Alex Volasko - Alex Volasko - Aleš Avbelj)
- 2018: Če pomlad nikoli več ne pride (Alex Volasko - Alex Volasko - Aleš Avbelj) – 1. mesto
- 2023: Oda Ljubljanskemu gradu (Alex Volasko - Alex Volasko - R. Jurečič, Nina Pečar)

Poprock
- 2016: Pesem in poljub (Alex Volasko - Alex Volasko - Alex Volasko) – 1. mesto

EMA
- 2017: Heart to Heart (Alex Volasko, Gorazd Hižak - Alex Volasko - Gorazd Hižak) z Arsellom in United Pandaz

## Diskografija
Albumi
- Tvoji nasmehi (2013)
- V iskanju samega sebe (2016)
- Zatišje (2022)
- Zvezdogleda (2024)

Radijski singli
| Leto | Pesem                                                     | Album                 | Vir    |
| ---- | --------------------------------------------------------- | --------------------- | ------ |
| 2011 | Da da di da                                               |                       |        |
| 2011 | Zaman je dan                                              | Tvoji nasmehi         |        |
| 2012 | Pravljica                                                 | Tvoji nasmehi         |        |
| 2012 | Ptice                                                     | Tvoji nasmehi         | [ 9 ]  |
| 2012 | A bi z mano šla                                           | Tvoji nasmehi         |        |
| 2013 | Najin trenutek                                            | Tvoji nasmehi         |        |
| 2013 | Tvoji nasmehi                                             | Tvoji nasmehi         | [ 10 ] |
| 2013 | Tam na obali                                              |                       | [ 11 ] |
| 2013 | Kratek dih                                                | Tvoji nasmehi         |        |
| 2014 | Song                                                      | V iskanju samega sebe | [ 12 ] |
| 2014 | Prižigam luči                                             | V iskanju samega sebe |        |
| 2015 | V hiši večnih sanj                                        | V iskanju samega sebe |        |
| 2015 | Tatu                                                      | V iskanju samega sebe |        |
| 2015 | Prosim, malo tišje                                        | V iskanju samega sebe |        |
| 2016 | Pesem in poljub                                           | V iskanju samega sebe |        |
| 2016 | Ne bom te zgubu                                           | V iskanju samega sebe | [ 13 ] |
| 2016 | Ta občutek (David & Alex ft. Samo Sam)                    | —                     |        |
| 2017 | Sam mal                                                   | V iskanju samega sebe | [ 14 ] |
| 2017 | Heart to Heart (United Pandaz & Arsello ft. Alex Volasko) | —                     |        |
| 2017 | Skozi vitrino (Imamo novo glasbo 01)                      | Zatišje               |        |
| 2017 | Insta                                                     | Zatišje               |        |
| 2018 | Vse, kar rabiš (Alex & David)                             | —                     | [ 15 ] |
| 2018 | V drobnih stvareh (s Sašo Lešnjek)                        | Zatišje               |        |
| 2019 | Pesem o tebi                                              | —                     |        |
| 2020 | Idealen dan (David ft. Alex)                              | —                     |        |
| 2020 | S tabo na luno                                            | —                     |        |
| 2021 | Jutri                                                     | —                     |        |
| 2024 | Ko iztečejo se leta                                       | —                     |        |
| 2025 | Zvezdogleda                                               | Zvezdogleda           |        |

## Znan obraz ima svoj glas
Jeseni 2019 je sodeloval v 5. sezoni šova Znan obraz ima svoj glas. V prvih 11 tednih mu ni uspelo zbrati dovolj točk, da bi se uvrstil v finale. Edino tedensko zmago mu je prinesla preobrazba v Naceta Junkerja v 7. oddaji.
| #   | Preobrazba               | Pesem                                    |
| --- | ------------------------ | ---------------------------------------- |
| 1.  | Verka Serduchka          | "Dancing Lasha Tumbai"                   |
| 2.  | Nat King Cole            | "When I Fall in Love"                    |
| 3.  | Bradley Cooper           | "Shallow"                                |
| 4.  | Eric Idle (Monty Python) | "Always Look on the Bright Side of Life" |
| 5.  | Bijelo dugme             | "Ne spavaj mala moja, muzika dok svira"  |
| 6.  | The Beach Boys           | "Surfin' USA"                            |
| 7.  | Nace Junkar              | "Vrniva se na najino obalo"              |
| 8.  | Israel Kamakawiwo'ole    | "Somewhere Over the Rainbow"             |
| 9.  | Gene Kelly               | "Singin' in the Rain"                    |
| 10. | Alenka Gotar             | "Cvet z juga"                            |
| 11. | Omar Naber               | "Vse, kar si želiš"                      |

## Zasebno življenje
Avgusta 2020 se je poročil s Sašo Lešnjek, ki je prav tako pevka. Ločila sta se novembra 2022.